# Corinna (Maine)
Corinna è un comune degli Stati Uniti d'America, situato nello Stato del Maine, nella contea di Penobscot.